# Асыка
Асы́ка (Ассья́н, Азыкай) — «большой князь» вогулов (манси).
Сопротивлялся продвижению московских войск в свои владения, простиравшиеся от предгорий Северного Урала до Оби. Неоднократно нападал на русские селения в 40-х годах. После его поимки в 1445 году он пообещал более не нападать на пермь но в 1447 нарушил это соглашение. В 1455 году дошёл до Усть-Выми (столицы коми Вымского княжества), убил местного епископа Питирима, ограбил и сжёг близлежащие деревни и сёла и вернулся с богатой добычей в свою столицу — Пелым. В 1465 году в ходе первого Югорского похода Асыка был взят в плен московским воеводой устюжанином Василием Скрябой, приведён в Вятку на шерть, но уже скоро нарушил свою клятву. В 1467 году, по сообщению Устюжского летописца, более сотни вятчан совершили набег на вогулов и пермяков, «вогулич воевали… князя вогульского Асыку» захватили и «на Вятку привели».  В 1481 году Покча в Перми Великой была сожжена пелымскими вогуличами во главе с князем Асыкой, при этом был убит пермский князь Михаил Ермолаевич и несколько членов его семьи. 29 июля 1483 года в ходе второго Югорского похода войско Асыки было разбито в сражении у Пелыма «судовой ратью» под командованием московских воевод Ф. С. Курбского-Чёрного и И. И. Салтыка-Травина. Асыка бежал, дальнейшая судьба его неизвестна.

## Семья
Имел двоих сыновей — Юмшана (Юзмонапу) и Колпу, а также дочь, выданную за югорского князя Пыткея. Также, по мнению исследователей, на его дочери Костэ был женат легендарный коми-пермяцкий национальный герой князь Кудым-Ош.

## В искусстве
Князь Асыка является одним из героев романа Алексея Иванова «Сердце Пармы». В экранизации романа его роль сыграл актёр Валентин Цзин.